# Fifi Martingale
Pour plus de détails, voir Fiche technique et Distribution.
Fifi Martingale est un film français, réalisé en 2001, qui n'est jamais sorti en salle.

## Synopsis
L'histoire du film tourne autour d'une pièce de théâtre de boulevard, intitulée L'Œuf de Pâques. Décontenancé d'avoir reçu un Molière, l'auteur réagit en modifiant le texte de la pièce. S'ensuivent des répétitions chaotiques. 

## Fiche technique
- Titre français : Fifi Martingale
- Réalisation : Jacques Rozier
- Pays d'origine : France
- Format : Couleurs - 35 mm
- Genre :
- Durée : 127 minutes
- Date de sortie : 2001

## Distribution
- Jean Lefebvre : Gaston Manzanarès
- Lydia Feld (sous le nom de Lili Vonderfeld) : Fifi Florès
- Mike Marshall : l'auteur
- Jacques Petitjean : le directeur
- Yves Afonso : Yves Lempereur
- François Chattot : Père Popelkov
- Alexandra Stewart : l'ambassadrice
- Jacques François : l'ambassadeur
- Roger Trapp : le consul de Moldavie
- Luis Rego
- Christian Lebon : le prince
- Joseph Morder

## Autour du film
Jacques Rozier, qui n'avait rien réalisé pour le cinéma depuis Maine Océan, sorti en 1986, a commencé le tournage de Fifi Martingale avec Bernard Tapie dans le rôle principal masculin. Les prises de vues ont commencé début 1997. Bernard Tapie ayant quitté le projet du fait de sa désorganisation, Jacques Rozier l'a alors remplacé par Jean Lefebvre. Par suite de problèmes financiers, le tournage a été interrompu durant deux ans avant de pouvoir reprendre. Projeté à la Mostra de Venise 2001, où il a été mal accueilli, le film n'est ensuite jamais sorti en salles : le réalisateur, insatisfait de son premier montage, a déclaré vouloir le retravailler. Fifi Martingale n'a, à ce jour, connu que de rares projections publiques. Il a cependant été diffusé, à des horaires tardifs, sur Canal+ qui l'avait coproduit,.